# Unionville Center
Unionville Center är en by i Union County i den amerikanska delstaten Ohio med en yta av 0,4 km² och en folkmängd, som uppgår till 299 invånare (2000). Charles W. Fairbanks Festival hålls varje maj i Unionville Center.

## Kända personer från Unionville Center
- Charles W. Fairbanks, USA:s 26:e vicepresident